# Parafia św. Mikołaja w Chróścinie
Parafia św. Mikołaja w Chróścinie – parafia rzymskokatolicka należąca do dekanatu Bolesławiec diecezji kaliskiej. Została utworzona w XIII wieku. Mieści się pod numerem 133.
Niedaleko Chróścina w Chróścinie-Zamku istnieje Zgromadzenie Sióstr Opieki Społecznej św. Antoniego (Siostry Antoninki).

## Kaplice
Na terenie parafii są dwie kaplice:
- Kaplica Matki Bożej Nieustającej Pomocy w Chróścinie-Zamku
- Kaplica św. Maksymiliana Kolbego w Chróścinie

## Galeria

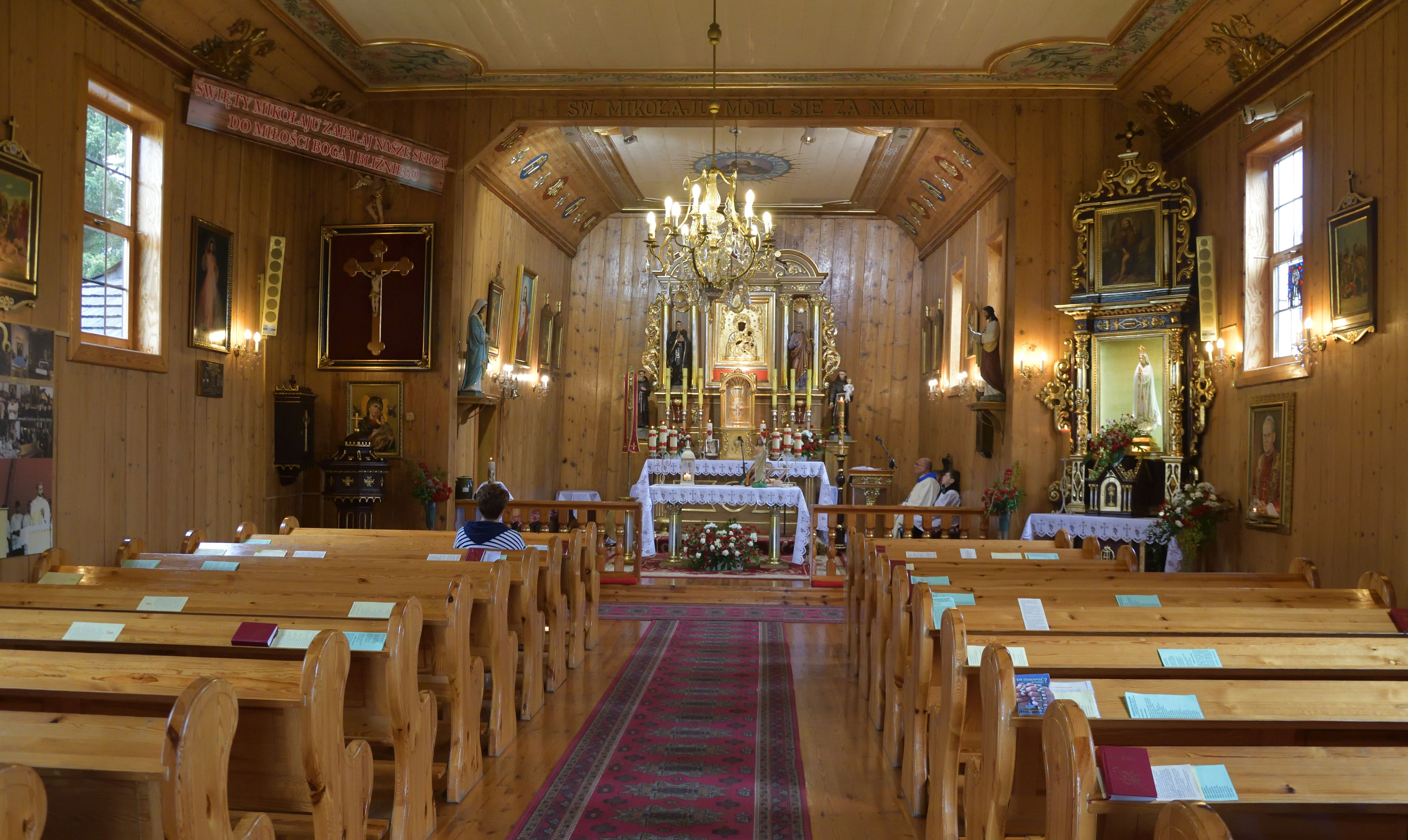
Chróścin wnętrze kościoła 2019
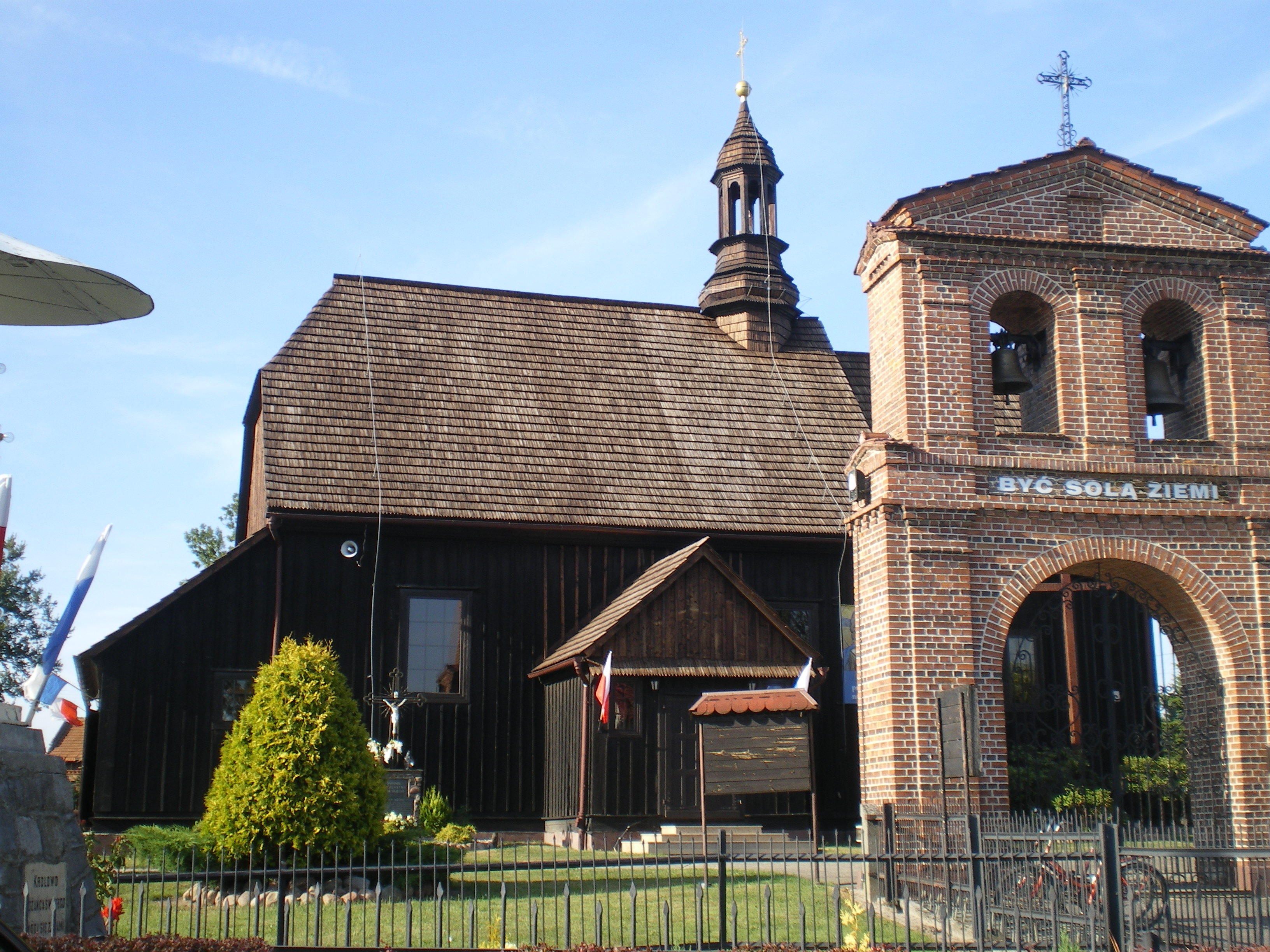
Kościół rzymskokatolicki św. Mikołaja

## Proboszczowie
- ks. Stanisław Sadzewicz (1919–1921)
- ks. Cyryl Gutowski (1921–1925)
- ks. Franciszek Paterok (1925–1938/39)
- ks. Stefan Stoiński (1939–1948)
- ks. Jan Brunak (1948–1956)
- ks. Antoni Żdziebko (1956–1974)
- ks. Jan Boryczko (1974–1978)
- ks.mjr. Józef Grecki (1978–1999)
- ks. Paweł Maliński (1999–2004)
- ks. mgr Tadeusz Kaczmarek (28 września 2004 – 30 czerwca 2021)[2]
- ks. Krystian Fornalczyk (od 1 lipca 2021–2025)[3]
- ks. Stanisław Trzeciak (2025– )[3]